# Batalha de Mingolsheim
Batalha de Mingolsheim (em alemão:  Schlacht bei Mingolsheim) foi travada em 27 de abril de 1622, perto da vila alemã de Wiesloch, 23 km (14 milhas) ao sul de Heidelberg (e 8 km ou 5 milhas ao sul de Wiesloch), entre um exército protestante sob o general Peter Ernst, Graf von Mansfeld e o marquês de Baden-Durlach contra um exército católico romano sob o conde Johann Tserclaes.
No início da primavera de 1621, uma força mercenária sob o comando de Georg Friedrich, Margrave de Baden-Durlach, cruzou o rio Reno da Alsácia até a junção com uma força sob Ernst von Mansfeld. Combinados, os exércitos visavam impedir uma ligação entre o Conde Tilly e Gonzalo Fernández de Córdoba, chegando com um exército de 20 000 homens da Holanda espanhola sob as ordens do general Ambrosio Spinola. Tilly encontrou o exército protestante em sua retaguarda e dirigiu sobre ele. Este ataque foi bem sucedido até que ele engajou o principal corpo protestante, e então foi rejeitado. Tilly recuou e contornou o exército protestante estacionário para se unir a Córdoba no final daquele mês. Após a batalha, Mansfeld se viu em clara desvantagem até que os exércitos de Christian de Brunswick pudessem chegar do norte. Os dois exércitos se envolveriam no final do mês na Batalha de Wimpfen.